# Copiapoa cinerea
Copiapoa cinerea là một loài thực vật có hoa trong họ Cactaceae. Loài này được (Phil.) Britton & Rose mô tả khoa học đầu tiên năm 1922.

## Hình ảnh

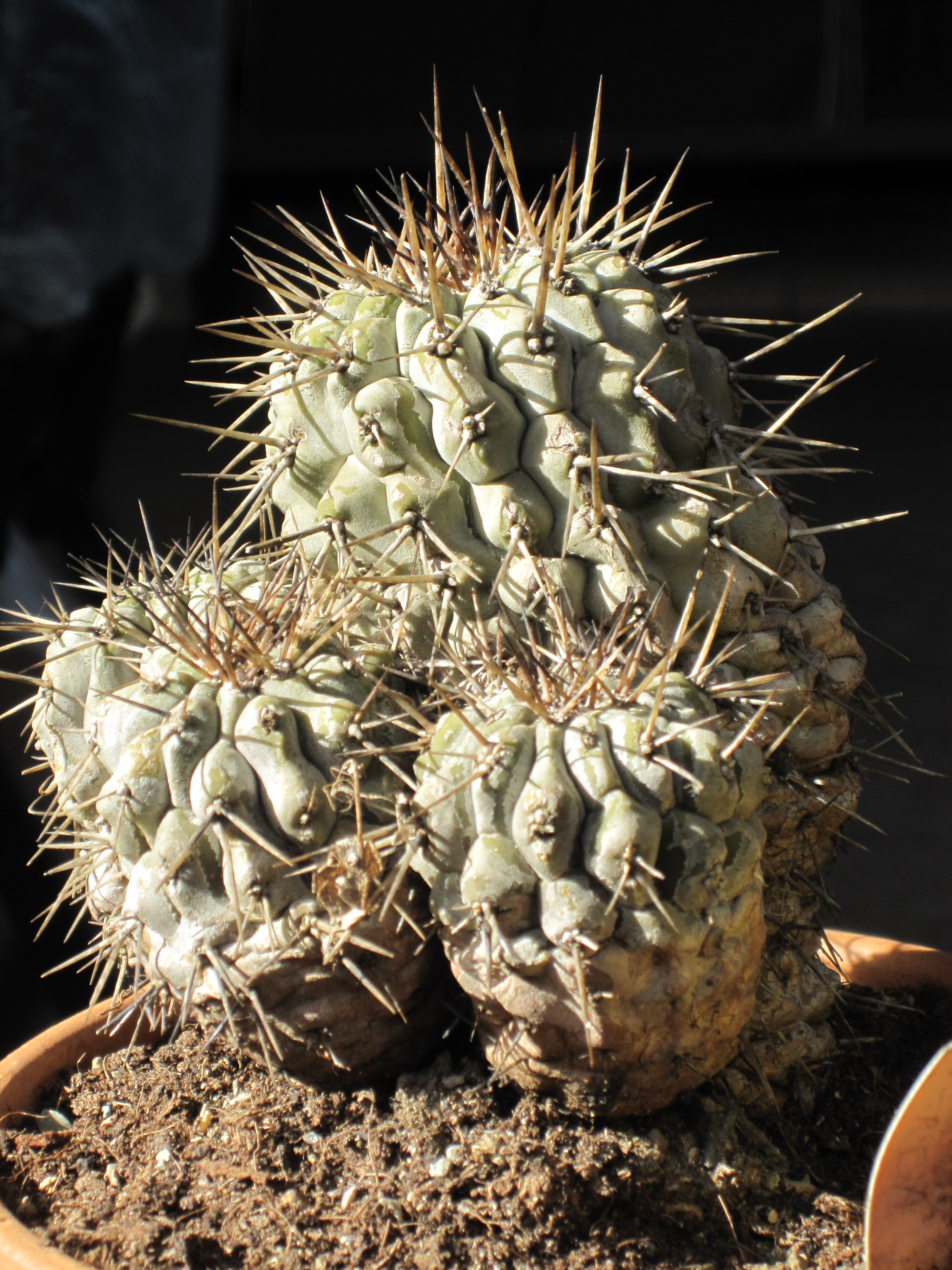
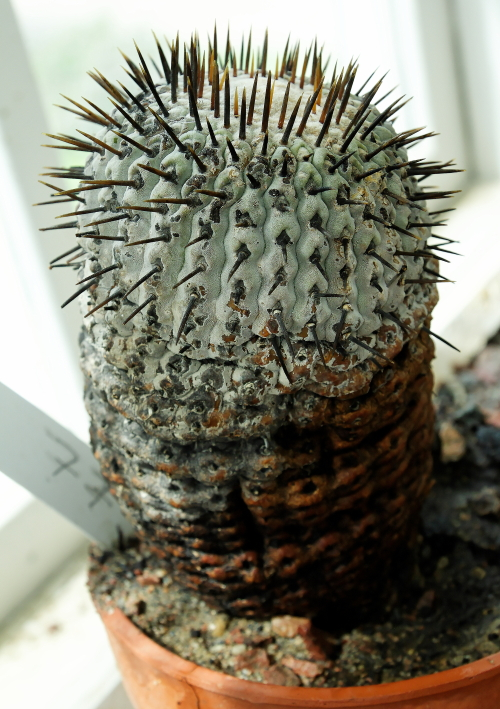
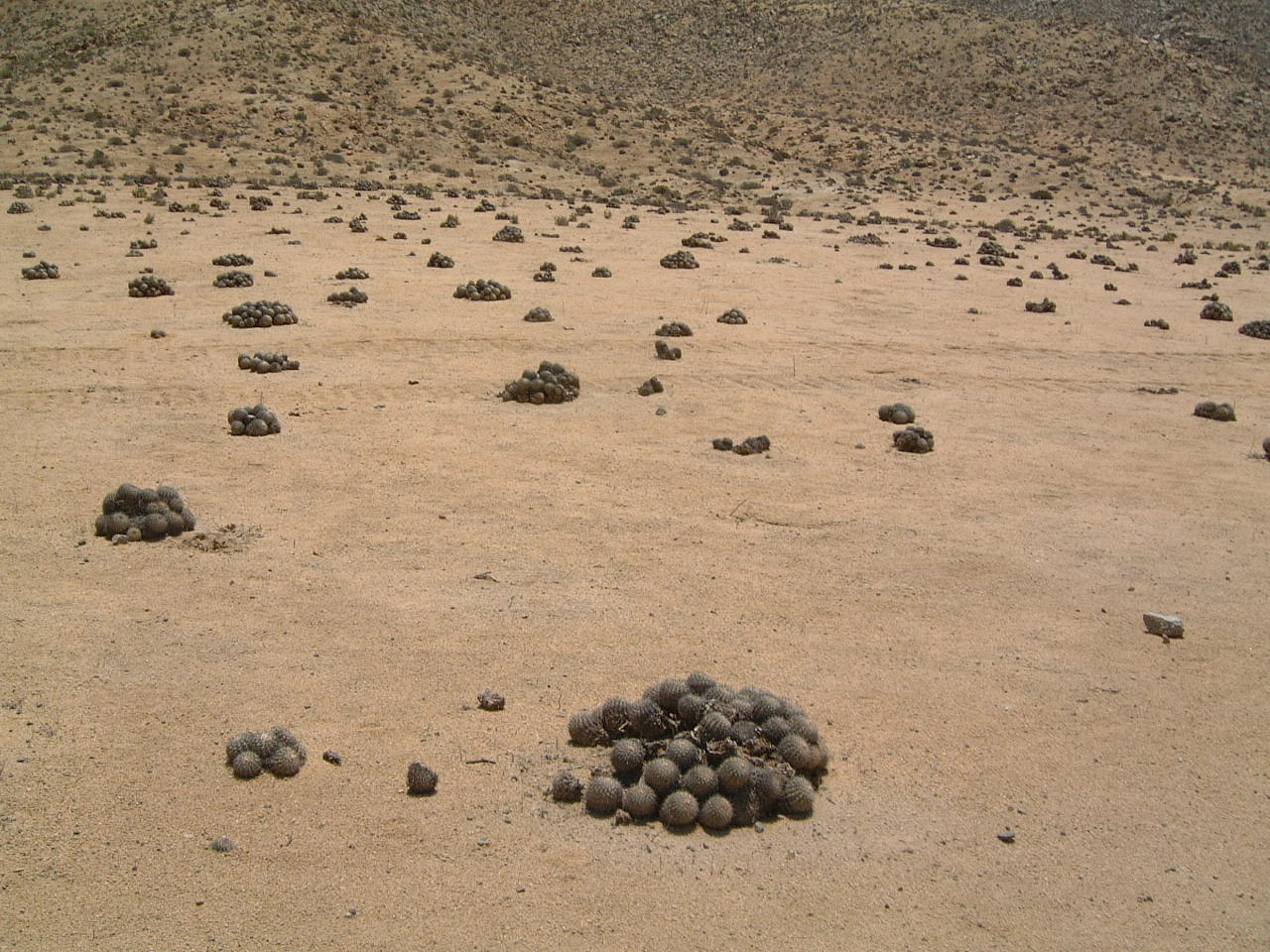
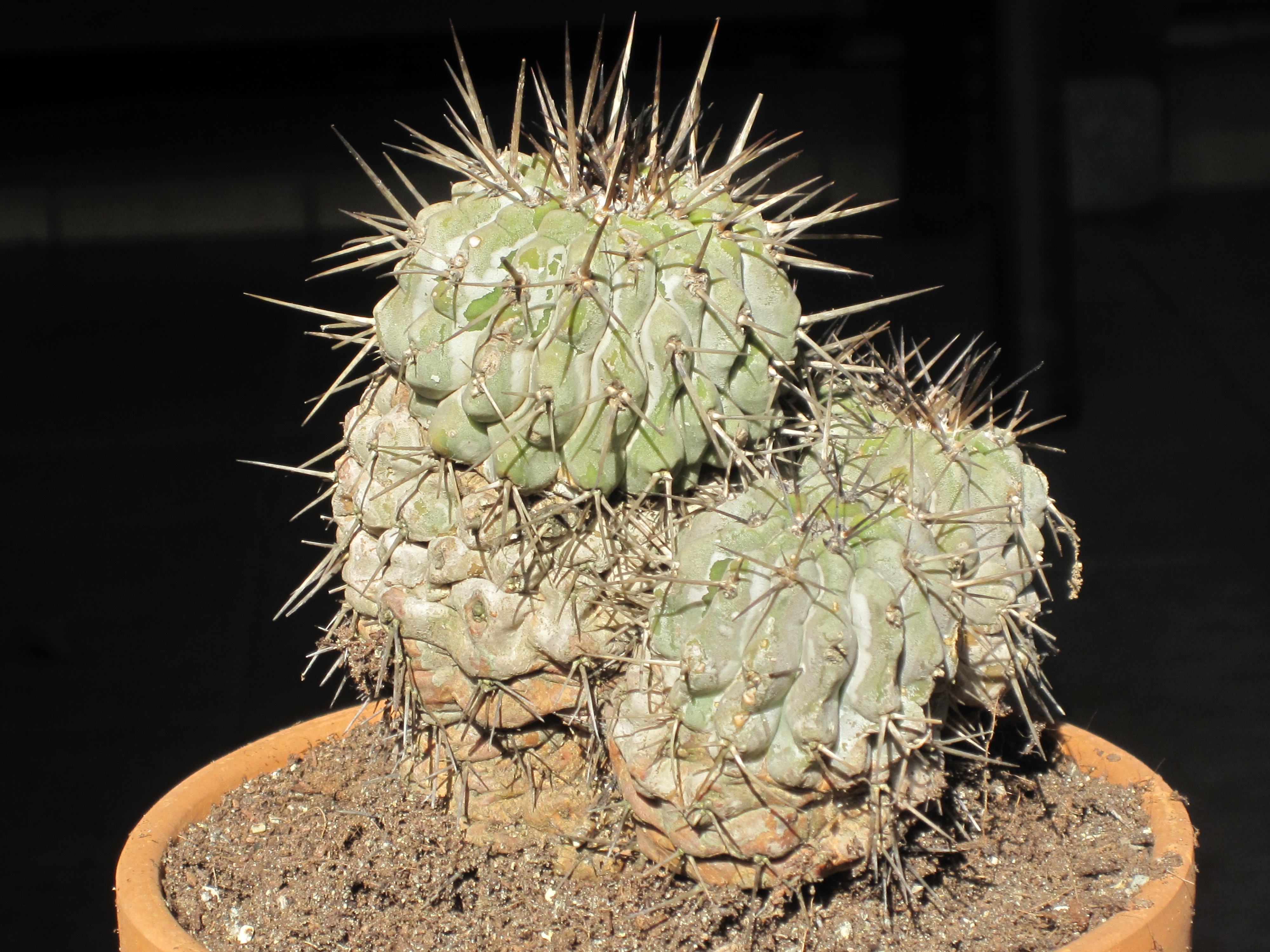
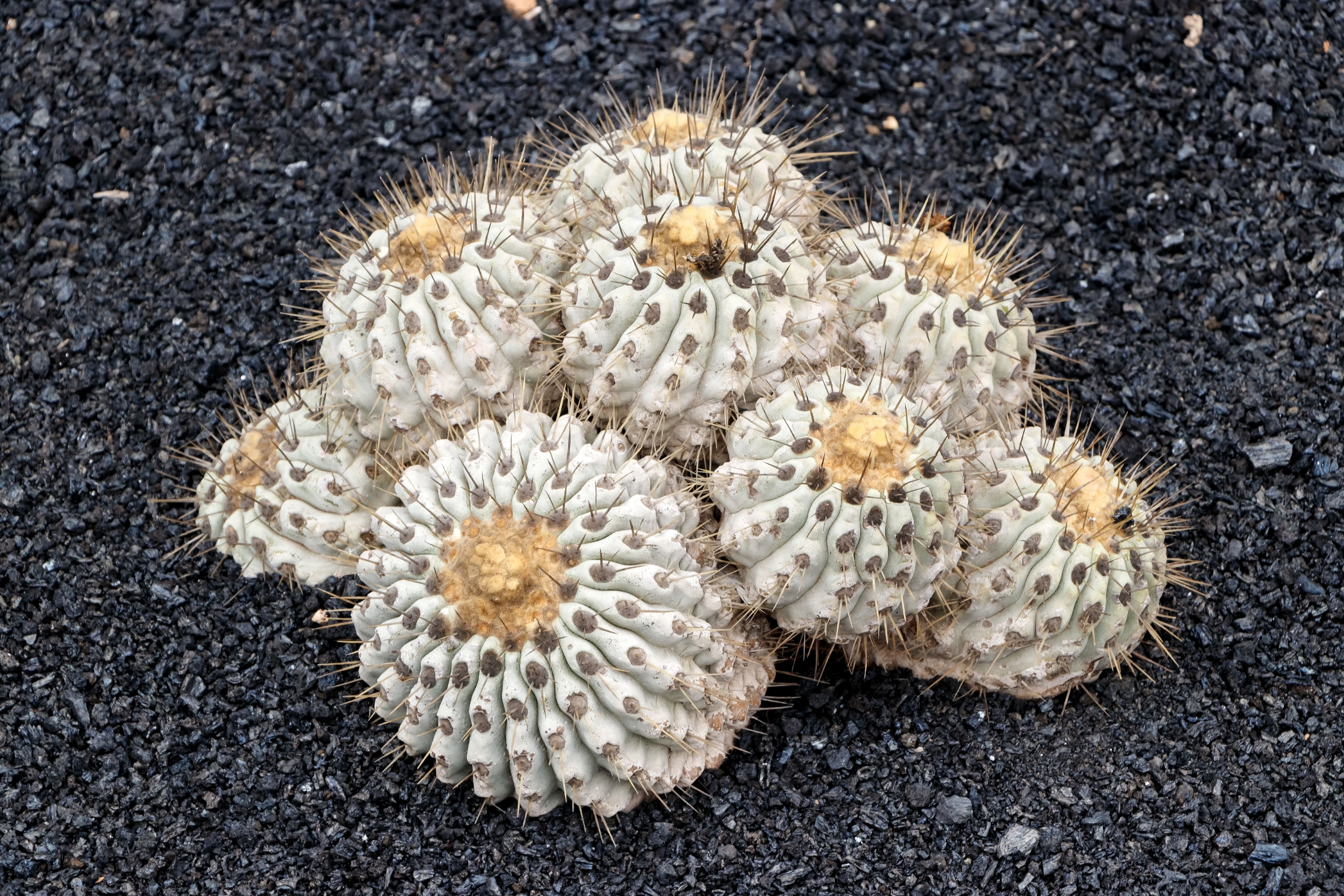
ssp. purpurea